# Tovačov
Tovačov (německy Tobitschau) je město v okrese Přerov v Olomouckém kraji. Leží devatenáct kilometrů jižně od Olomouce. Žije zde přibližně 2 500 obyvatel.

## Poloha a historie
Město Tovačov se stejnojmenným zámkem leží při středním toku řeky Moravy v nadmořské výšce 200 metrů, v samém srdci rovinaté úrodné Hané. Je středem pomyslného čtverce, jehož vrcholy tvoří na severu krajské město Olomouc, na východě město Přerov, na jihu město Kroměříž a na západě pak město Prostějov. Díky této své významné strategické poloze se již krátce po svém založení město stalo důležitou křižovatkou obchodních cest, vázaných na soutok Moravy a Bečvy, který se nachází jihovýchodně od města.
Město samotné lze nejlépe charakterizovat jako nejstarší renesančně pojaté urbanistické založení v našich zemích. Náměstí bylo založeno v roce 1475 (první písemná zmínka o obci ale pochází z roku 1203). Radnice s renesančním portálem v průjezdu patří k nejcennějším historickým památkám spolu s kašnou z roku 1694 a sochou sv. Václava z roku 1872.
Dominantou města je 84,5 metrů vysoká tzv. Spanilá věž zdejšího zámku. Vstupní portál věže byl dokončen v roce 1492 a je nejstarší renesanční památkou na sever od Alp. Předtím stála na místě zámku vodní tvrz pocházející z druhé poloviny 11. století. Největšího rozkvětu dosáhl tovačovský hrad v průběhu 15. století, kdy měl zdejší panství v držení moravský zemský hejtman Ctibor Tovačovský z Cimburka.
15. července 1866 v bitvě u Tovačova zahynulo 571 vojáků rakouské a pruské armády. V roce 1872 bylo při velkém požáru zničeno 20 domů. Ve městě bylo i židovské osídlení, po kterém zůstal hřbitov a synagoga. V letech 1895–1981 byla mezi Tovačovem a Kojetínem provozována železniční doprava. V současnosti jsou zde občasné nostalgické jízdy.

## Obyvatelstvo
| Rok            | 1869  | 1880  | 1890  | 1900  | 1910  | 1921  | 1930  | 1950  | 1961  | 1970  | 1980  | 1991  | 2001  | 2011  | 2021  |
| -------------- | ----- | ----- | ----- | ----- | ----- | ----- | ----- | ----- | ----- | ----- | ----- | ----- | ----- | ----- | ----- |
| Počet obyvatel | 1 895 | 2 479 | 2 632 | 2 924 | 3 096 | 2 991 | 2 771 | 2 466 | 2 610 | 2 765 | 2 817 | 2 656 | 2 666 | 2 515 | 2 421 |
| Počet domů     | 266   | 347   | 374   | 398   | 420   | 431   | 510   | 579   | 576   | 588   | 549   | 602   | 605   | 650   | 688   |

## Městská správa

### Části města
- Tovačov I-Město
- Tovačov II-Annín

### Městské symboly
Znak a vlajka byly městu uděleny rozhodnutím předsedy Poslanecké sněmovny Parlamentu České republiky dne 26. dubna 1996.

## Muzea
- Zámecké muzeum
- Muzeum židovské komunity

## Pamětihodnosti
- zámek – původně gotický hrad, s 84,5 m vysokou věží (Formosa = Spanilá) a renesančním portálem. Patří mezi nejvyšší věže v Česku.
- kostel sv. Václava – barokní (1788–1793)
- špitální kaple sv. Jáchyma a Anny (1633), zbytek špitálu zbourán roku 1984
- fara
- radnice – jednopatrová budova s původním průjezdem ze 16. století
- kašna na náměstí z roku 1694 se sochou sv. Václava[12]
- měšťanské domy
  - čp. 8, Paní dům – jednopatrový renesanční dům s dochovaným renesančním portálem ze 16. století
  - čp. 13 – renesanční dům ze 16. století s dochovanými klenbami
  - čp. 17 – v jádru renesanční dům ze 16. století s dochovanými klenbami
  - čp. 20 – dům ze 17. století s dochovanými klenbami a historizujícím průčelím z počátku 19. století
  - čp. 41 – v jádru renesanční dům ze 16. století s částečně dochovanými klenbami
- židovský hřbitov (založen v druhé polovině 17. století, nejstarší náhrobky z let 1614 a 1615)
- sochy a náhrobní pomník na hřbitově
- vojenský hřbitov, památník padlým bitvy u Tovačova, mohyla Eduarda z Behru
- hotel U tří králů, dříve Panský dům

## Zajímavosti

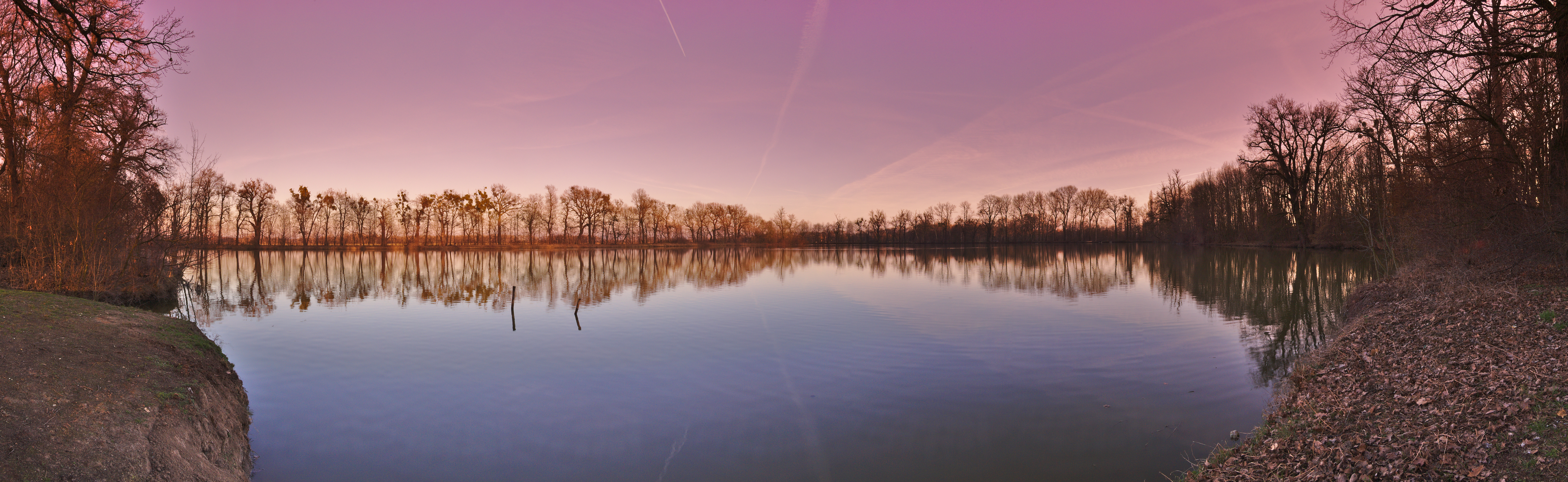
Rybník Kolečko

- Tovačovské rybníky – Tradice rybníkářství sahá až do roku 1464. Po zrušení koncem 18. století byly rybníky obnoveny až po druhé světové válce. Dnes tvoří soustavu rybník Hradecký (154 ha, rozdělen na čtyři části), Křenovský (16 ha), u zámku rybník Kolečko (5,6 ha) a u cesty do Lobodic rybník Náklo (6 ha).
- Tovačovská jezera – štěrkovny na místě středověkého rybníka, dnes čtyři vodní plochy o celkové rozloze 328 ha
- Zámecká alej – dubová alej, nejstarší duby jsou až 500 let staré
- Naučná stezka Po stopách bitvy u Tovačova 1866 dlouhá 8 km[13]

## Osobnosti
- Františka Xavera Běhálková (1853–1907), etnochoreoložka
- Christoph Erler (1780/1783–1854), varhanář
- Arnošt Förchtgott (1825–1874), hudební skladatel
- Gottfried Fritsch (1706–1750), sochař
- Jiří Jurka (* 1931), herec
- Hugo Kauder (1888–1972), hudební skladatel, teoretik a pedagog
- Michael Mandík (1640–1694), sochař
- Hubert Masařík (1896-1982), právník a diplomat
- Klement Slavický (1910–1999), hudební skladatel
- František Vojtek (1911–1981), kněz, filozof a spisovatel
- Ludvík Vrána (1883–1969), kněz a překladatel
- Antonín Vysloužil (1890–1945), kněz a odbojář

## Galerie

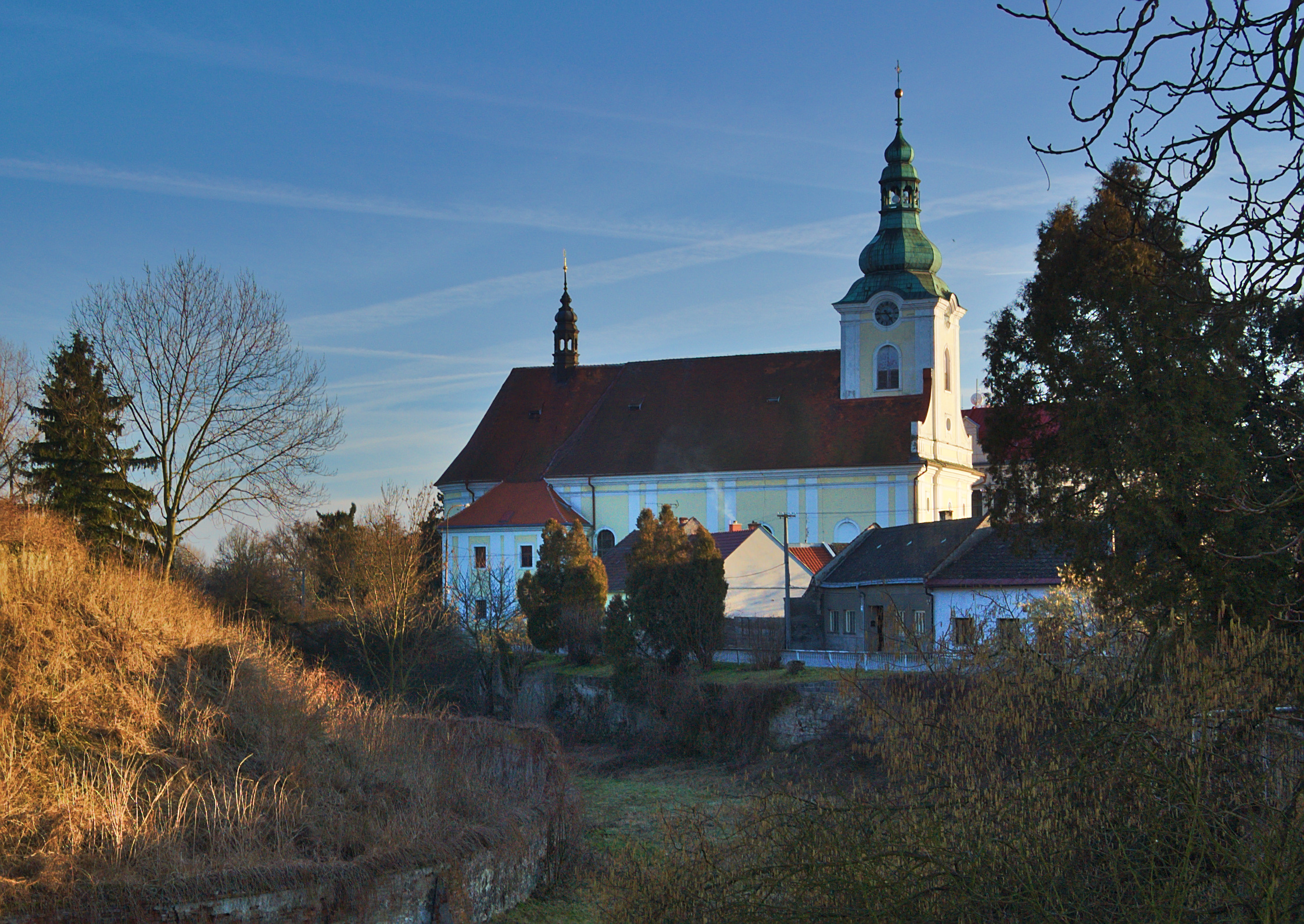
Kostel svatého Václava
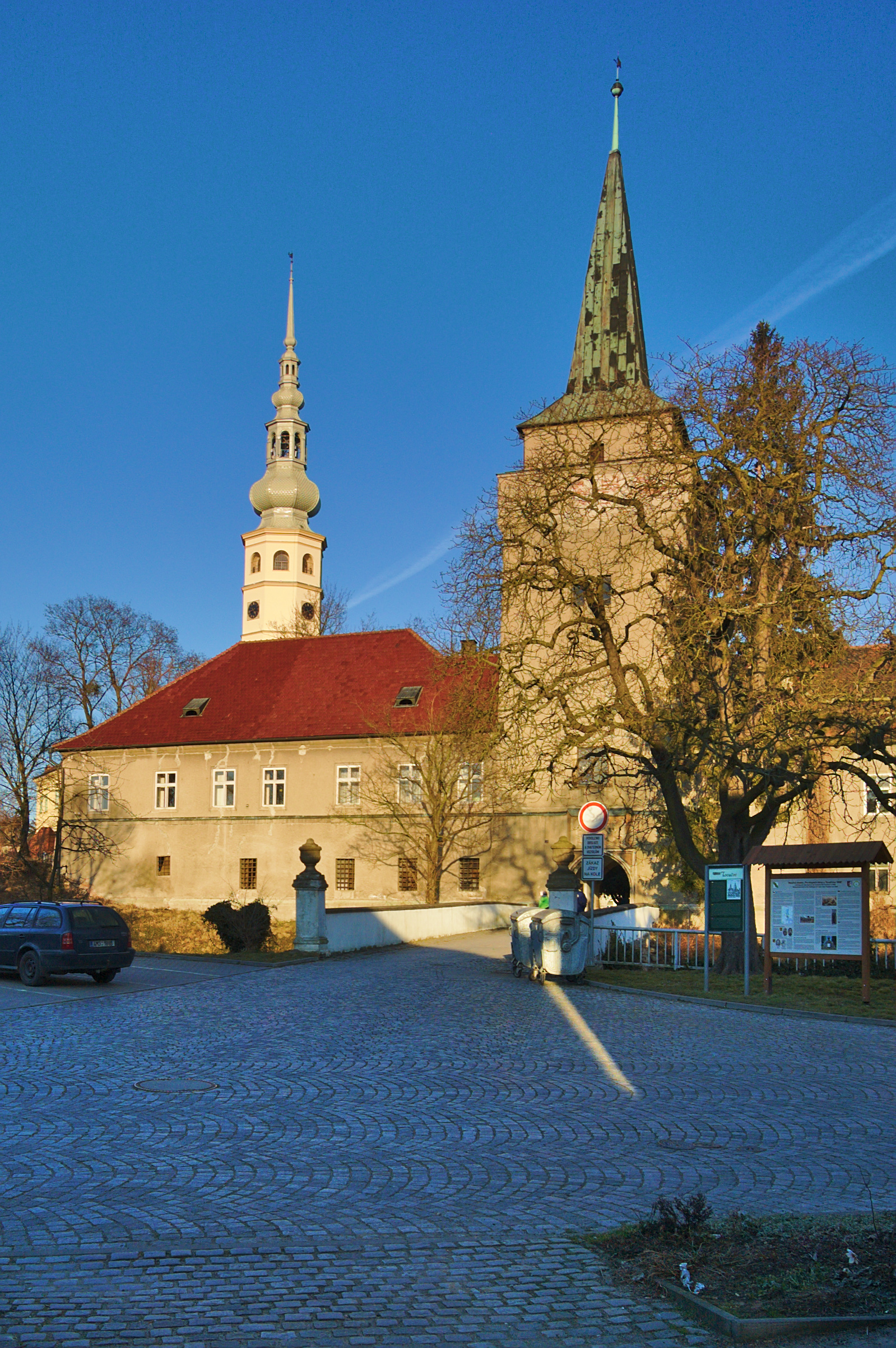
Zámek Tovačov
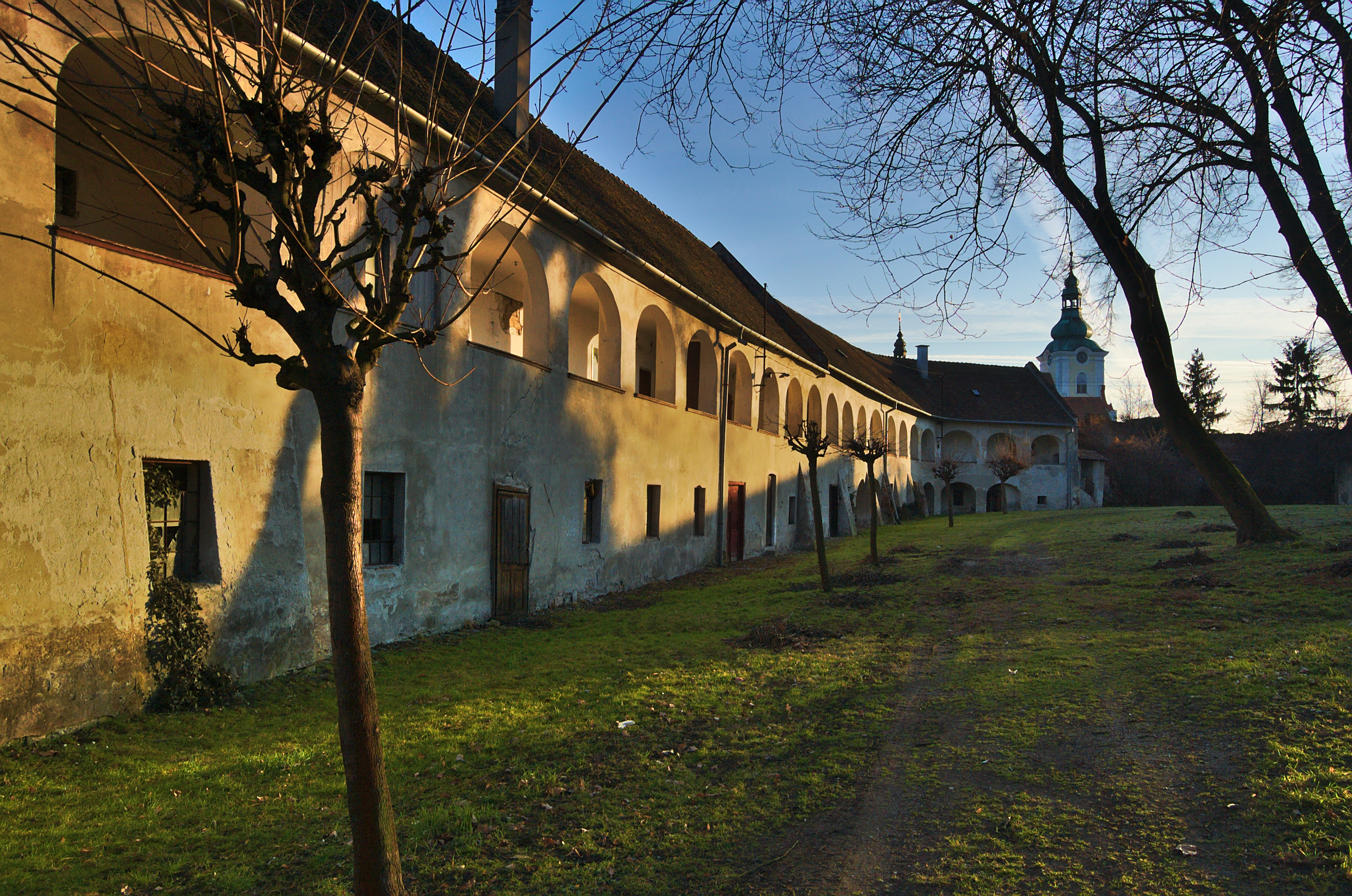
Jižní křídlo zámku
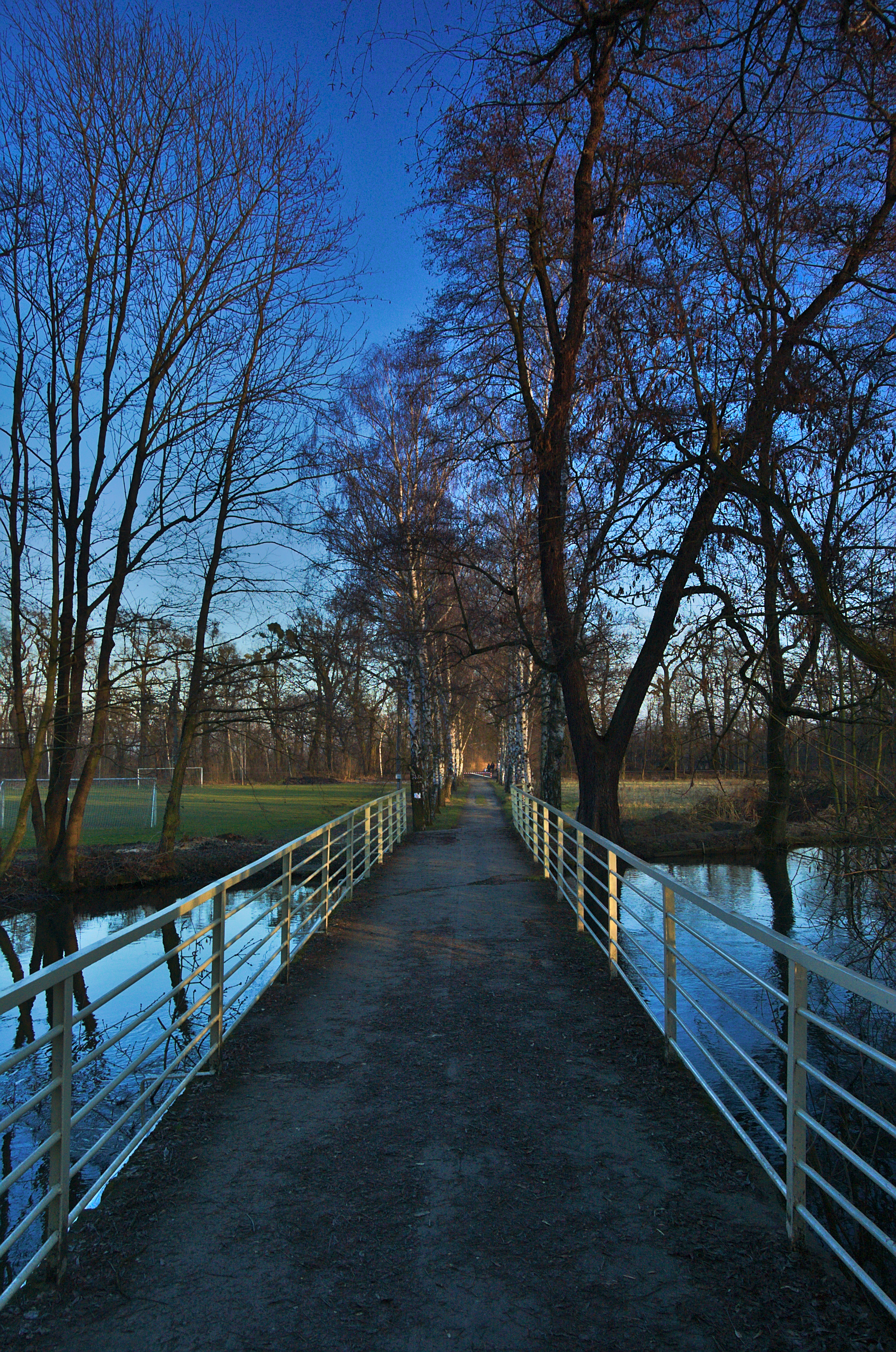
Most přes Mlýnský náhon a cesta k rybníku Kolečko
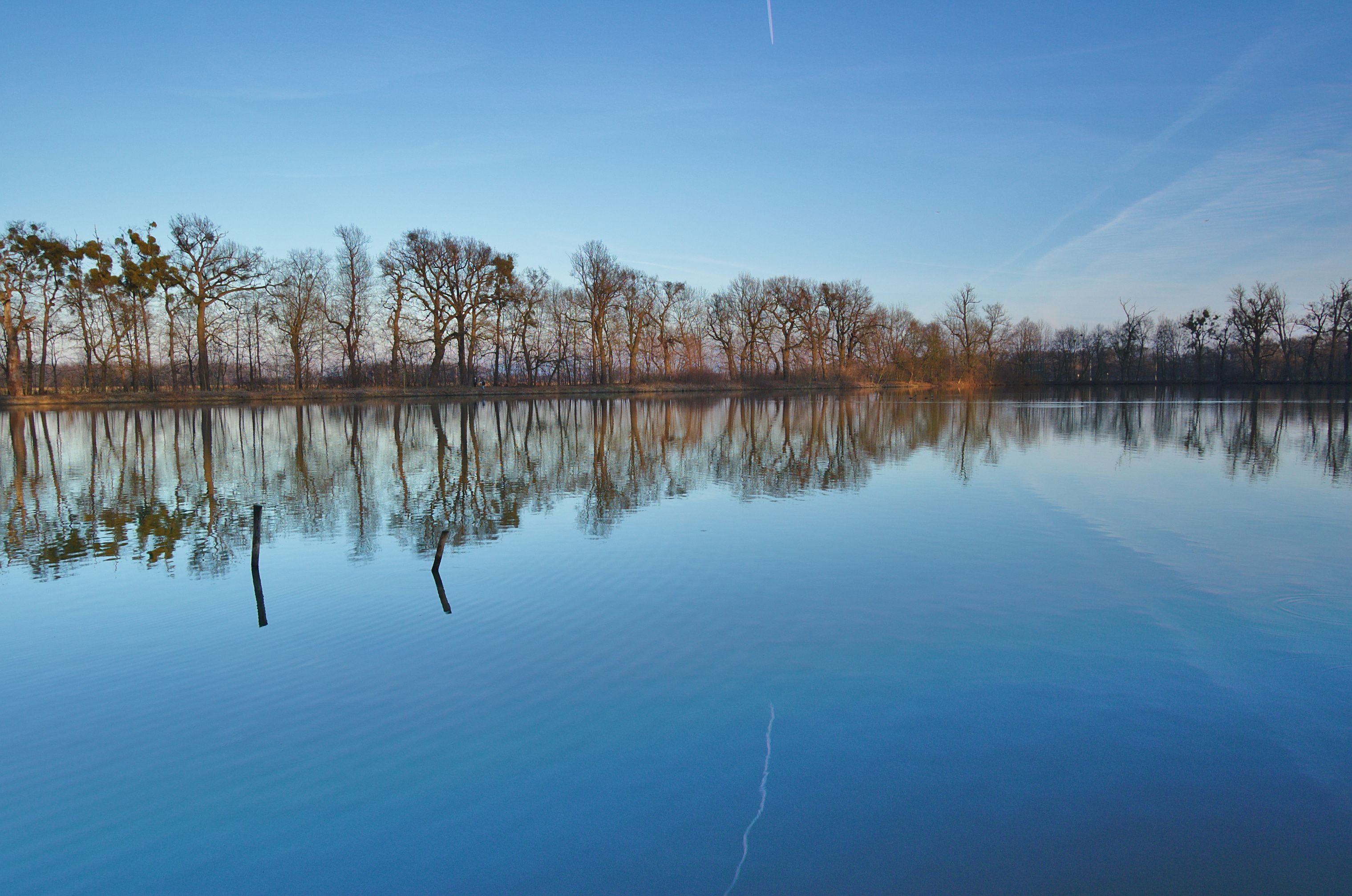
Rybník Kolečko
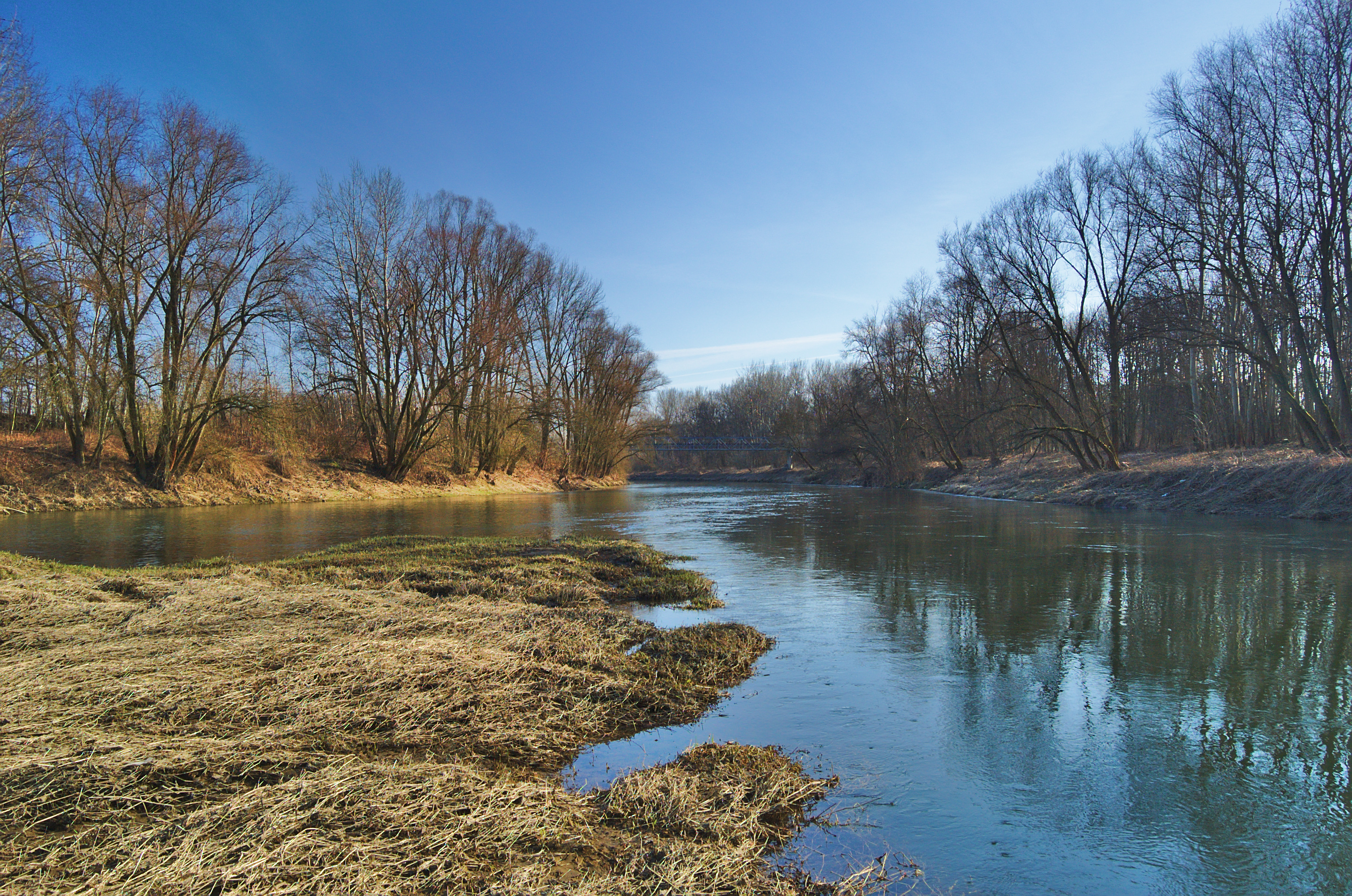
Soutok Moravy a Bečvy
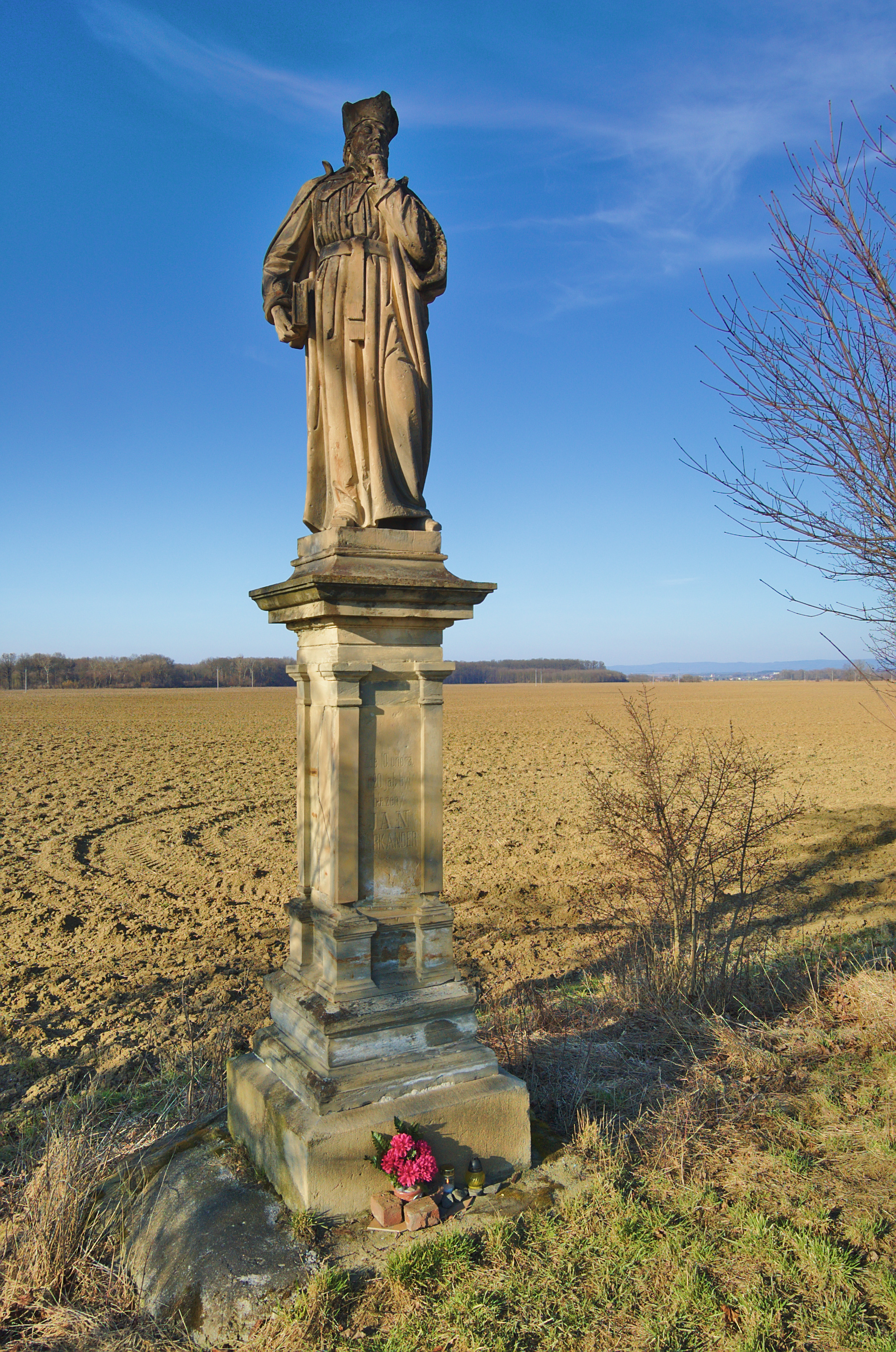
Socha u mostu přes Bečvu u silnice na Troubky
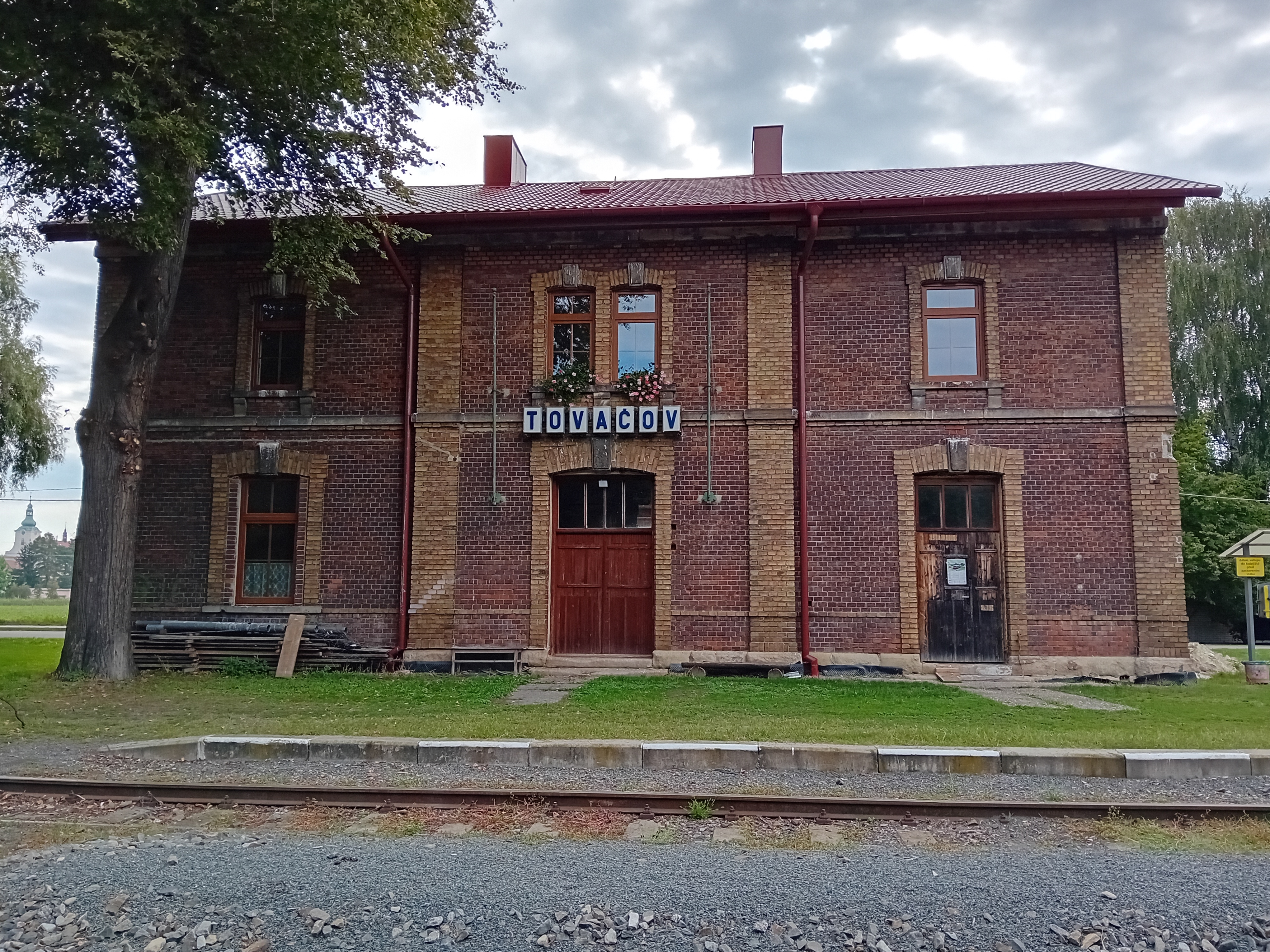
Železniční stanice